# Anders Torstensson

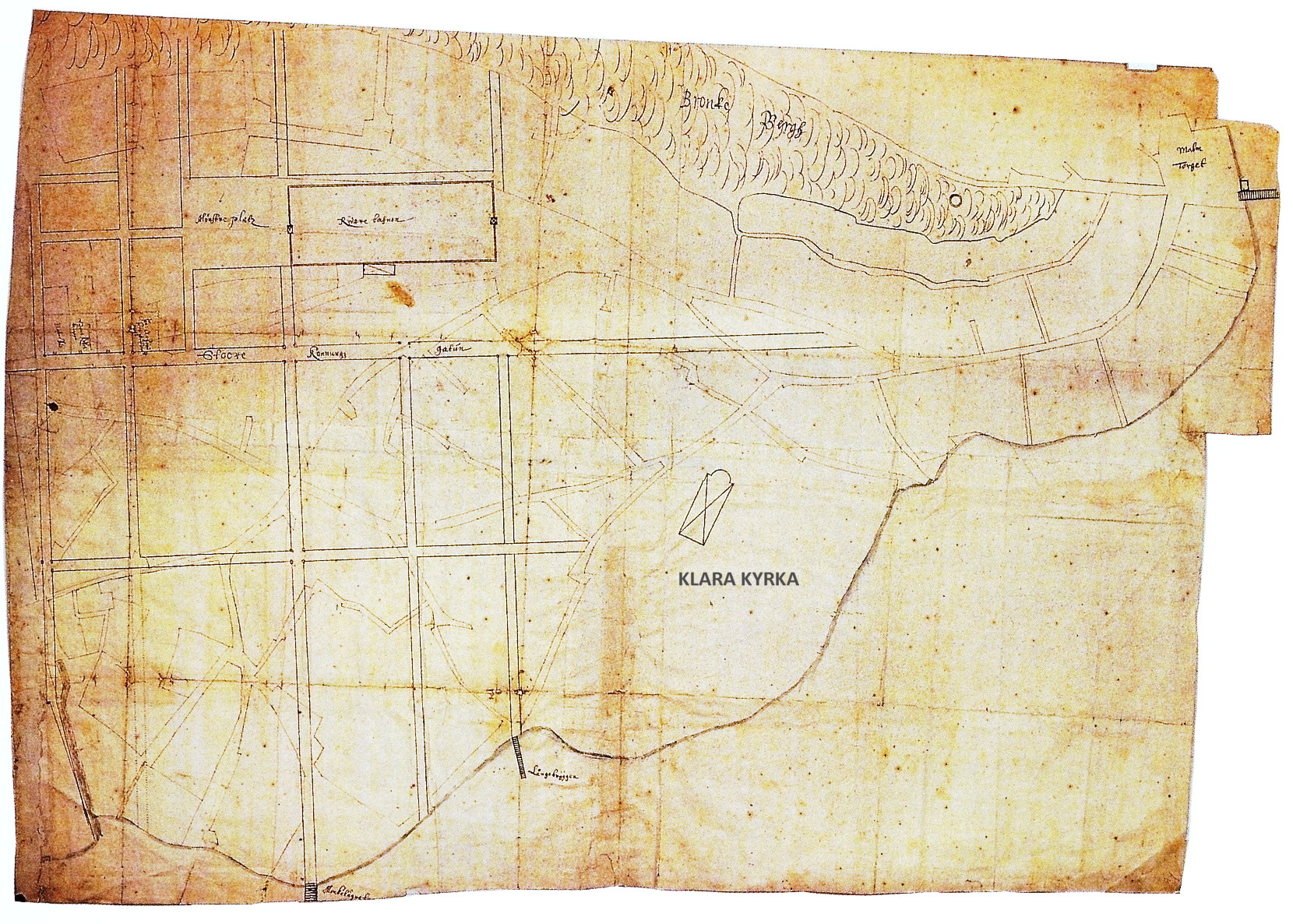
Anders Torstenssons första regleringsplan för Norrmalm 1637. (Norr är till vänster)

Anders Torstensson, född i Värmland, död 1674 i Stockholm, var svensk ingenjör och stadsplanerare. Som stadsingenjör i Stockholm var han bland annat upphovsman till stadsplanen för Norrmalm från 1636–1637.

## Biografi

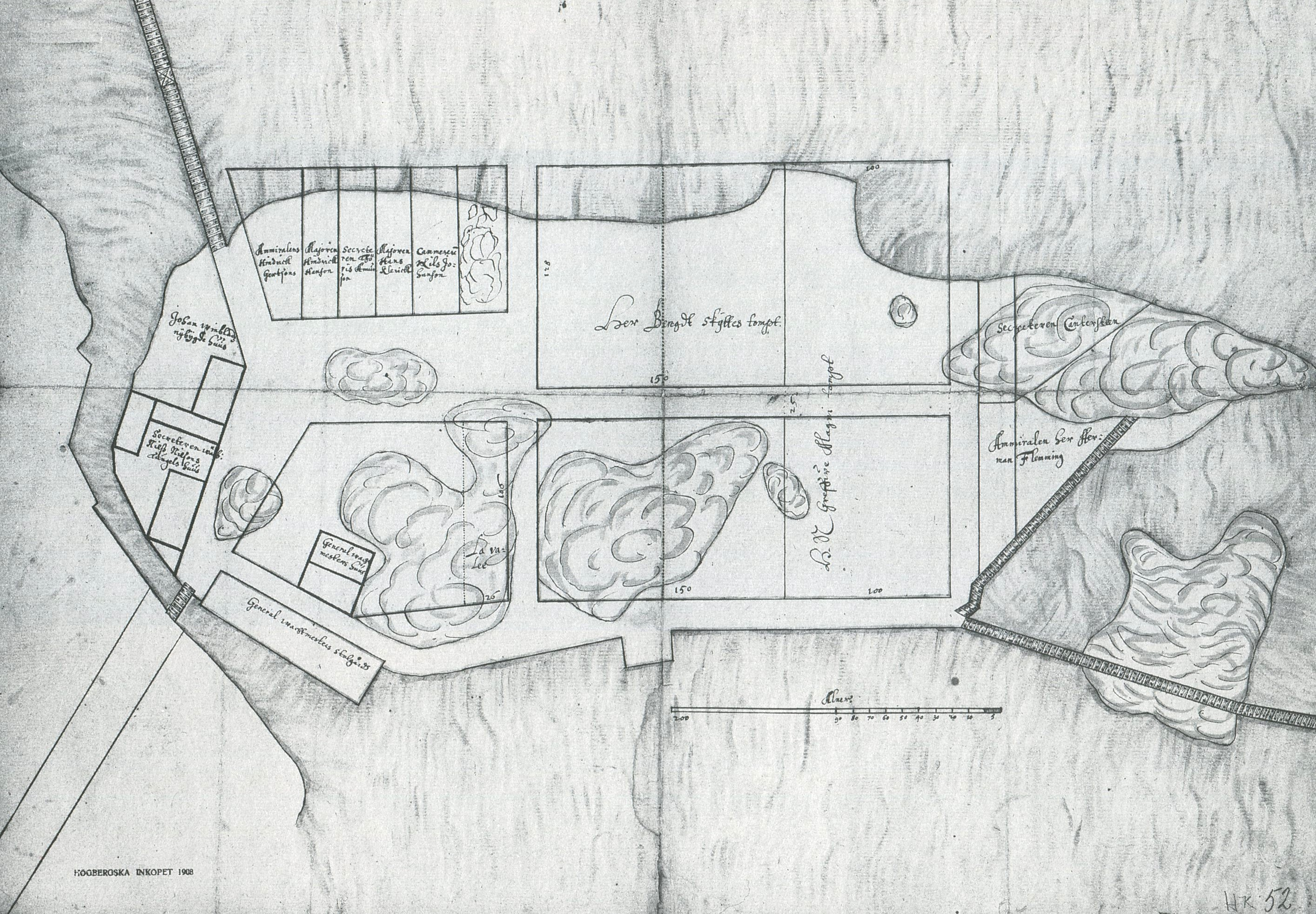
Blasieholmens äldsta karta, sannolikt upprättad av Torstensson omkring 1650.

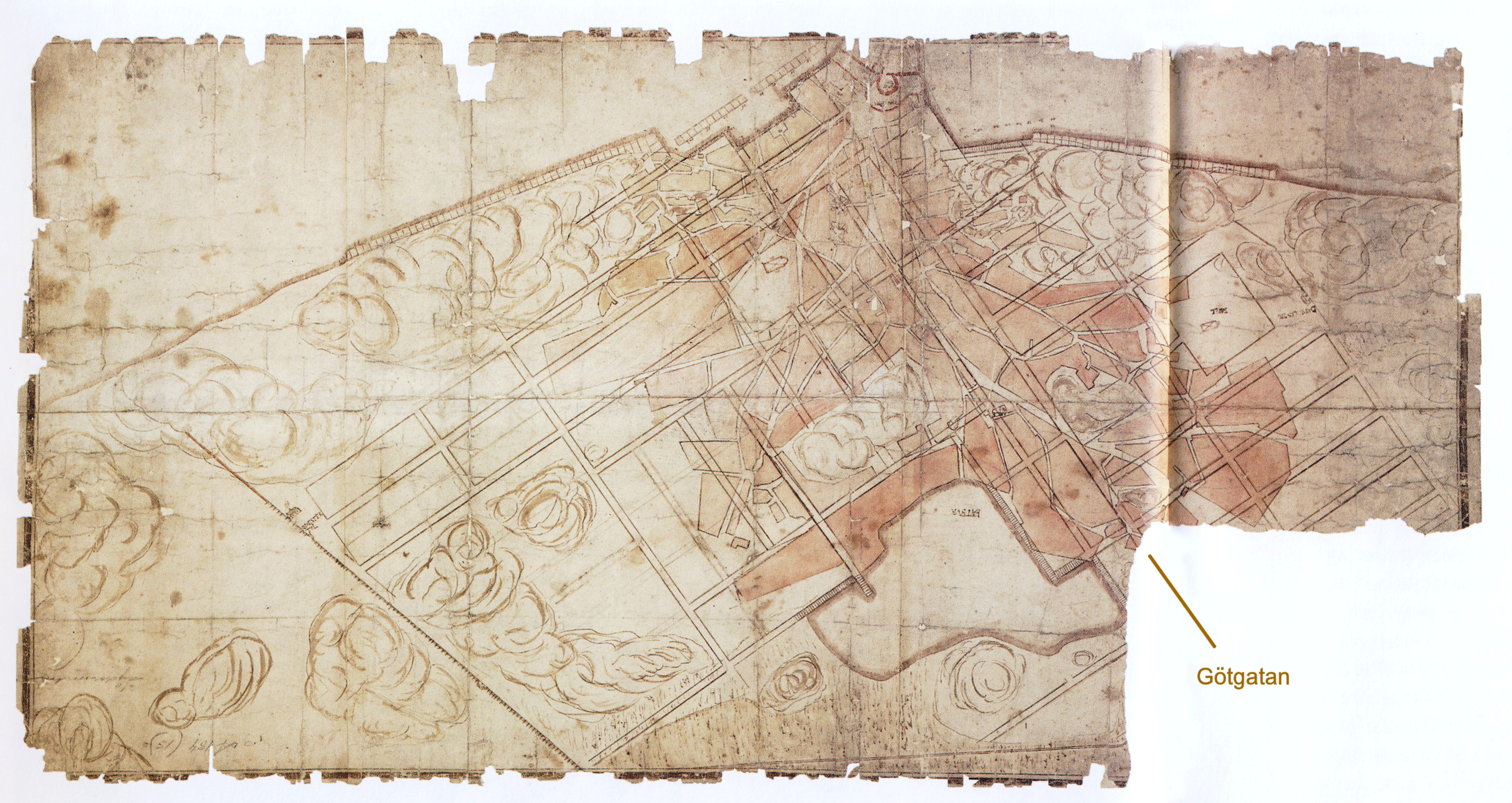
Regleringsplan över nordvästra Södermalm1641.

Torstensson var född i Värmland och hade studerat vid gymnasierna i Västerås och Strängnäs. I mars 1636 fick han en tjänst inom Fortifikationsstaden, då var han fortfarande studiosus Anders Torstensson. Redan från början arbetade han med Stockholms stadsplanering eller reglering. Från 1637 är han upptagen i stadens ämbetsbok. 
Regleringen i Stockholm började 1636 under generalkvartermästaren Olof Hansson Örnehufvud, och Torstensson var Örnehufvuds närmaste medarbetare. Regleringen startade på Norrmalm, där Örnehufvud drog upp den första regleringsplanen på hösten 1636 som visade ett ganska enformigt rutnät i nord-sydriktning. Man skulle idag kalla hans stadsplan för en ren skrivbordsprodukt.  I mars 1637, när planen skulle omsättas, hade den uppenbarligen modifierats av medarbetaren Torstensson. Det var inga stora förändringar, men hans anpassning till verkligheten förvandlade ett fantasilöst ingenjörsprojekt till en arkitektoniskt gestaltad plan som fortfarande idag präglar gatubilden på Nedre Norrmalm. Torstensson skulle under ett par decennier stå i spetsen för den stockholmska planeringen.
Anders Torstensson uppgjorde ritningarna till rådhuset i Viborg 1640 och planlade Södertälje 1650. Mellan 1656 och 1667 var han rådman i Stockholm men han behöll sin befattning som stadsingenjör.